# Cuenta atrás
Una cuenta atrás o cuenta regresiva es una secuencia de contar atrás para indicar el tiempo que queda antes de que ocurra un evento programado.
La NASA comúnmente emplea el término «T-menos» durante la preparación y la anticipación del lanzamiento de un cohete, y hasta «E-minus» para eventos que involucran naves espaciales que ya están en el espacio, donde la «T» podría significar «Test» o «Time», y la «E» significa «encuentro», como un cometa o algún otro objeto espacial.
Otros eventos para los que se utilizan comúnmente Cuentas regresivas incluyen la detonación de un explosivo, el inicio de una carrera, el comienzo del año nuevo, o cualquier evento ansiosamente esperado. Los  temporizadores lo utilizan para saber el tiempo que va a deben mantener encendida o apagada una luz o un equipo eléctrico.